# 세사노델몰리세
세사노델몰리세(이탈리아어: Sessano del Molise)는 이탈리아 몰리세주 이세르니아도의 코무네다. 캄포바소로부터 북서쪽 30 km, 이세르니아로부터 북동쪽으로 9km 거리에 있다.

## 지역 출신 유명인사
- 카르미네 페코렐리